# Derry Hill
Derry Hill är en by i Wiltshire distrikt i Wiltshire grevskap i England. Byn är belägen 44,5 km 
från Salisbury. Orten har 940 invånare (2016).